# Кинематограф
Кинемато́граф (от греч. κινημα, род. п. κινηματος — движение и греч. γραφω — писать, рисовать; то есть «записывающий движение») — отрасль человеческой деятельности, заключающаяся в создании движущихся изображений. Иногда также упоминается как синемато́граф (от фр. cinématographe, устар.) и кинематогра́фия. Название заимствовано у одноимённого аппарата, изобретённого братьями Люмьер и положившего начало коммерческому использованию технологии. Кинематограф был изобретён в конце XIX века и стал крайне популярен в XX веке.
В понятие кинематографа входят:
- киноискусство — вид изобразительного искусства, произведения которого создаются при помощи движущихся изображений;
- киноиндустрия (кинопромышленность) — отрасль экономики, производящая кинофильмы, спецэффекты для кинофильмов, мультипликацию, и демонстрирующая эти произведения для зрителей.

Произведения киноискусства создаются при помощи кинотехники. Наука, занимающаяся изучением — кинове́дение. Сами же кинофильмы могут сниматься в различных жанрах, как игрового, так и документального кино.
Кинематограф занимает значительную часть современной культуры многих стран. Во многих странах киноиндустрия является значимой отраслью экономики. Производство кинофильмов сосредоточено на киностудиях. Фильмы демонстрируются в кинотеатрах, по телевидению, распространяются «на видео» в форме видеокассет и видеодисков, а с появлением скоростного интернета стало доступным скачивание кинофильмов в форме видеофайлов на специализированных сайтах или посредством пиринговых сетей, а также просмотр онлайн (что может нарушать права правообладателей кинофильма).

## История
Кинематограф появился благодаря нескольким техническим изобретениям, практически совпавшим по времени: сухому броможелатиновому фотопроцессу с высокой светочувствительностью (1878 год), киноплёнке на гибкой и прочной основе (1889 год), скоростному аппарату хронофотографической съёмки (1891 год) и проектору с таким же быстродействием (1895 год). Первые съёмочные аппараты были сконструированы в 80-х годах XIX века. К ним относятся: «фоторужьё» французского физиолога Жюля Марэ (1882), аппарат французского изобретателя Луи Лепренса (1888), аппарат английских изобретателей Уильяма Фрис-Грина и М. Эванса (1889), аппарат российского фотографа В. А. Дюбюка (1891), «Фоноскоп» французского физиолога Жоржа Демени (1892). Однако большинство из этих устройств были рассчитаны на использование дисковых фотопластинок (фоторужьё Марэ) или светочувствительной фотобумаги, непригодных для массового использования. Гибкая целлулоидная основа для киноплёнки была создана Ханнибалом Гудуином в 1887 году, который первым применил противоскручивающий контрслой из желатина. Джордж Истмен в 1889 году первым наладил массовый выпуск фотоматериалов на гибкой прозрачной подложке из нитроцеллюлозы. Пионерами в создании аппаратов для проекции на экран быстро сменяющихся изображений были: немецкий и российский фотографы Оттомар Анщюц и В. А. Дюбюк, создавшие соответственно в 1891 и 1892 годах проекционные аппараты различной конструкции, но с одинаковым названием — «Тахископ», французский изобретатель Эмиль Рейно, создавший в 1892 году проектор под названием «Оптический театр», и российские изобретатели И. А. Тимченко и М. Ф. Фрейденберг (1893). В Великобритании свой патент на проектор и кинокамеру оформил Вордсворт Донисторп.

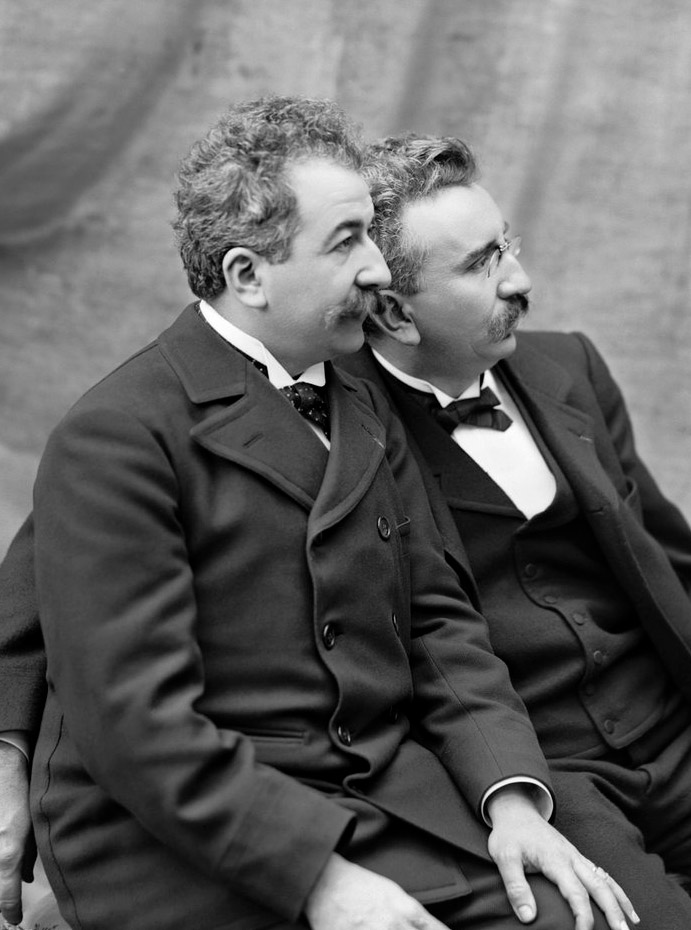
Братья Люмьер (Огюст слева, Луи справа на фото)

Изобретениями, наиболее приблизившимися к кинематографу по своим техническим характеристикам, являются: «кинетограф» Томаса Эдисона (1891), аппарат И. А. Тимченко (1893), «хронофотограф» Жоржа Демени (1893), проектор американского изобретателя Ж. А. Ле Роя (1894), проектор «паноптиком» американского изобретателя Вудвилла Лэтема (1895), «палеограф» польского изобретателя Казимира Прушинского (1894) и др. А уже в 1895—1896 годах были изобретены аппараты, сочетающие в себе все основные элементы кинематографа: во Франции — «синематограф» братьев Люмьер (1895) и «хронофотограф» Жоржа Демени (1895); в Германии — «биоскоп» Макса Складановского (1895) и кинопроектор Оскара Местера (1896); в Англии — «аниматограф» Р. У. Пола (1890); в России — «хрономотограф» А. Д. Самарского (1896) и «стробограф» И. А. Акимова (1896), в США — «витаскоп» Томаса Армата (1896).
Начало распространения кинематографа в его современном виде было положено съёмкой и публичной демонстрацией первых короткометражных фильмов. 22 марта 1895 года в Париже братьями Люмьер был впервые продемонстрирован их «синематограф», 1 ноября в том же году в Берлине М. Складановский продемонстрировал свой «биоскоп», а 28 декабря в Париже состоялся первый коммерческий сеанс в салоне «Гран-кафе» на бульваре Капуцинок. В течение 1896—1897 годов публичные демонстрации короткометражных фильмов были произведены во всех мировых столицах. В России первый показ был организован 4 (16) мая 1896 года в Санкт-Петербурге (в саду «Аквариум»), затем в Москве и на Всероссийской ярмарке в Нижнем Новгороде.
Тогда же были сняты первые российские любительские киносъёмки (В. А. Сашин, А. К. Федецкий, С. Макаров и др.). 3 января 1897 года прошёл первый пробный сеанс «живых картин» системы братьев Люмьер в Киевском дворянском собрании, на углу Думской площади и Крещатика. Через несколько месяцев известный театральный антрепренёр Николай Соловцов приобрёл киноаппарат и начал с ним гастроли по Киеву, волжским городам и далее по Сибири.
Первая киносъёмка в Российской империи была сделана фотохудожником А. Федецким в Харькове (1,5 минуты, «Перенесение иконы Озерянской Божьей матери»). Первым российским документальным фильмом стал «Вид харьковского вокзала в момент отхода поезда с находящимся на платформе начальством» (1896).

И вдруг что-то щёлкает, всё исчезает, и на экране является поезд железной дороги. Он мчится стрелой прямо на вас — берегитесь! Кажется, что вот-вот он ринется во тьму, в которой вы сидите, и превратит вас в рваный мешок кожи, полный измятого мяса и раздробленных костей, и разрушит, превратит в обломки и в пыль этот зал и это здание, где так много вина, женщин, музыки и порока.— Максим Горький

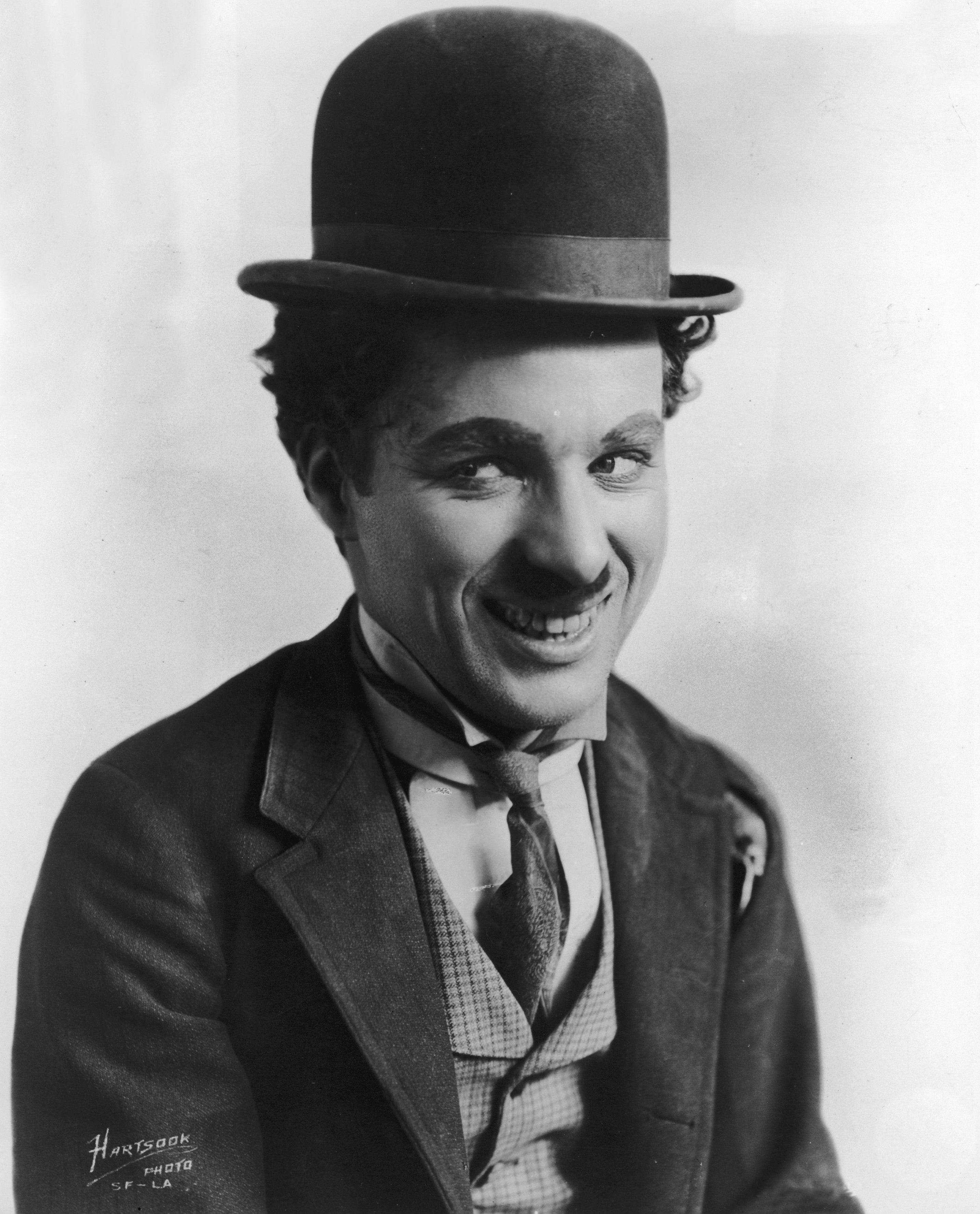
Чарли Чаплин

Первые короткометражные фильмы длиной 50 футов (примерно 15 метров или 1,5 минуты демонстрации) были по большей части документальные, однако уже в комедийной инсценировке братьев Люмьер Политый поливальщик отражаются тенденции зарождения игрового кино.
Небольшая длина первых фильмов была обусловлена техническим несовершенством киноаппаратуры, тем не менее уже к 1900-м годам длина кинокартин увеличилась до 200—300 метров (15-20 минут демонстрации). Совершенствование съёмочной и проекционной техники способствовало дальнейшему увеличению длины фильмов, качественному и количественному увеличению художественных приёмов съёмки, актёрской игры и режиссуры. А широкое распространение и популярность кинематографа обеспечили его экономическую выгодность, что, однако, не могло не сказаться на художественной ценности снимаемых кинокартин.
В этот период с усложнением и удлинением сюжета фильмов начинают формироваться жанры кинематографа, оформляется их художественное своеобразие, создаётся специфический для каждого жанра набор изобразительных приёмов.
Наивысшего своего расцвета «немое» кино достигает к 1920-м годам, когда оно уже вполне оформляется как самостоятельный род искусства, обладающий своими собственными художественными средствами.

### Появление звука в кино
Ещё до начала XX века Томас Эдисон пытался синхронизировать «кинетоскоп» c фонографом, но потерпел неудачу. Однако впоследствии Уильям Диксон, соавтор Эдисона, утверждал, что ему уже в 1889 году удалось создать кинетофонограф — прибор, воспроизводивший звук и изображение одновременно. Однако не существует никаких доказательств, подтверждающих его слова.
В ранний период кинематографа звуковое кино пытались создать во множестве стран, но столкнулись с двумя основными проблемами: трудность в синхронизации изображения и звука и недостаточная громкость. Последняя проблема была решена после изобретения усилителя низкой частоты, что произошло лишь в 1912 году, когда киноязык развился настолько, что отсутствие звука уже не воспринималось как серьёзный недостаток. Трудности синхронизации удалось преодолеть использованием общего носителя для изображения и фонограммы, однако получить приемлемое качество фотографической звукозаписи стало возможно лишь к началу 1930-х годов.
В результате патент на ту систему звукового кинематографа, которая впоследствии совершила звуковую революцию, был получен в 1919 году, но кинокомпании не обратили никакого внимания на возможность кино заговорить, желая избежать удорожания стоимости производства и проката кинофильмов и потери иноязычных рынков.

Оптическая запись звука на плёнке

Первый звуковой фильм снял Юджин Августин Ласт. Он запатентовал своё изобретение, прототип оптической системы записи звука на киноплёнку, которое с помощью гальванометра, работало как функционирующая система, ещё в августе 1906 года. Впервые он продемонстрировал данную технологию миру в 1910 году.
Однако в 1919 году, благодаря изобретению технологии «Триэргон», которая была применена 17 сентября 1922 года в Берлине, когда впервые в мире, публично был показан звуковой фильм «Der Brandstifter» в кинотеатре «Аламбра».
В 1925 году компания Warner Brothers, находившаяся в тот момент на грани банкротства, вложилась в рискованный звуковой проект. Уже в 1926 году Warner Brothers выпустила несколько звуковых фильмов, состоящих в основном из музыкальных номеров, но особого успеха у зрителей они не имели. Успех пришёл только с фильмом «Певец джаза», в котором кроме музыкальных номеров Эла Джолсона присутствовали и его короткие реплики. 6 октября 1927 года — дату премьерного показа этой картины на большом экране, принято считать днём рождения звукового кино.

### Появление цвета
Первым сохранившимся цветным фильмом стал короткометражный фильм «Танец Лои Фуллер» (англ. Annabelle Serpentine Dance). Он был снят в чёрно-белом варианте в 1894 году, а в 1895 или в 1896 году был раскрашен вручную (кисточкой раскрашивался каждый кадрик). Часть фильмокопий первого коммерчески успешного цветного фильма «Путешествие на Луну», созданного Жоржем Мельесом в 1902 году, также была раскрашена вручную бригадой художниц.
В 1899 году фотограф Эдвард Рэймонд Тёрнер запатентовал процесс съёмки цветного кино. По технологии Тёрнера каждый кадр последовательно снимался через три специальных светофильтра красного, зелёного и синего цветов. В 2012 году сотрудники Национального музея СМИ и технологий в Брадфорде отыскали цветную кинозапись[неизвестный термин] Эдварда Тёрнера, датированную 1902 годом. Ранее самой старой считалась цветная плёнка 1909 года, созданная по технологии Kinemacolor.
Британская технология «Кинемаколор» (англ. Kinemacolor), изобретённая в 1906 году, была первой в мире системой цветного кинематографа, имевшей коммерческий успех. Однако, по сравнению с фильмами, раскрашенными вручную, она имела недостаток: все цвета создавались путём смешивания не трёх, а только двух основных цветов: красно-оранжевого и сине-зелёного. В этой системе в 1908 году был снят «Визит к морю» (англ. A Visit to the Seaside) — первый цветной фильм, показанный в кинотеатрах, в 1910 году — первый цветной игровой фильм «Шахматист» (англ. Checkmated), в 1911 году — первый цветной полнометражный документальный фильм «Торжественный приём в Дели» (англ. With Our King and Queen Through India).
Первыми полнометражными игровыми цветными фильмами, показанными в кинотеатрах, были «The World, the Flesh and the Devil» (1914) и «Little Lord Fauntleroy» (1914), снятые по технологии «Кинемаколор», «The Gulf Between» (1917), изготовленный по технологии «Техниколор» (англ. Technicolor), и «Cupid Angling» (1918), созданный по технологии Douglass Natural Color process.

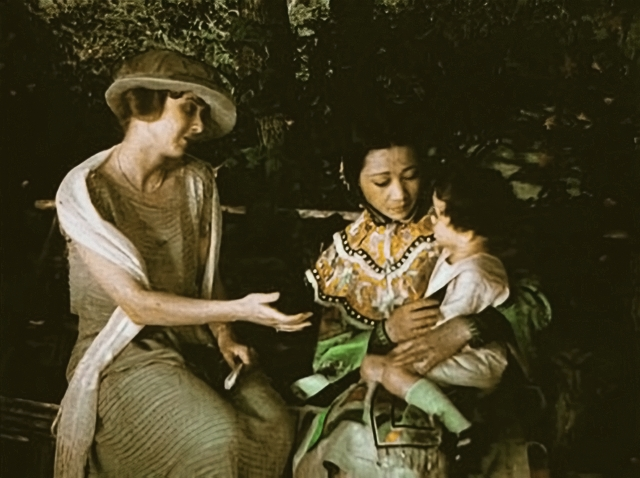
Кадр из первого голливудского цветного фильма «Жертвы моря» (1922)

Первый голливудский двухцветный фильм, снятый по технологии «бипак» вышел в 1922 году, он не впечатлил зрителей. Однако последовавшие за ним цветные голливудские фильмы, такие как «Странник пустоты» (1924), получили огромный кассовый успех.
Вслед за бешеной популярностью цветных фильмов в Европе, а затем и в США, наступил период охлаждения интереса к цветным фильмам. Цветные фильмы были более дорогими. Изображение на них было менее чётким. Сочетаниями двух цветов нельзя было изобразить все цвета в природе (требовалось три цвета). Существовали и трёхцветные системы, но в них изображение было ещё хуже, так как в них использовались три объектива, и параллакс между ними приводил к образованию цветной каймы у предметов. Режиссёры «серьёзных» фильмов избегали цветного кинематографа, и все шедевры того времени были чёрно-белыми. Публика воспринимала цветные фильмы как аттракцион. Положение было исправлено после изобретения трёхцветного однокамерного варианта технологии «Technicolor». Впервые эту технику применил Уолт Дисней в 1932 году в короткометражном мультфильме «Цветы и деревья». Первый «полноценно цветной» художественный короткометражный фильм системы «Техниколор» под названием «La Cucaracha» вышел в 1934 году.
Первый же полнометражный цветной фильм «Бекки Шарп» американского режиссёра Рубена Мамуляна вышел в 1935, этот год и принято считать годом появления цветного кино.
Хотя система «Техниколор» (и её советский аналог ЦКС-1) была однокамерной, но показ в кинотеатрах производился с трёх кинопроекторов, что налагало большие требования к квалификации и аккуратности киномехаников. Неточная настройка приводила к двоению или троению изображения. Неодновременность включения проекторов приводила к рассинхронизации изображений разных цветов. Избавить от этих недостатков смогла технология многослойных киноплёнок. Первым таким фотоматериалом стала плёнка «Гаспарколор», выпущенная в 1933 году по патенту венгерского учёного Бела Гаспара. В 1935 году Kodak представил первую многослойную киноплёнку, пригодную для фотосъёмки, но для киносъёмки она не годилась. Летом 1937 года немецкая AGFA запустила производство первых в мире хромогенных негативных многослойных киноплёнок, на которые отснят короткометражный игровой фильм «Отзвучит песня» (нем. Ein lied verklingt). До конца Второй Мировой войны немецкие цветные плёнки не экспортировались и использовались только немецкой государственной киностудией UFA под контролем министерства пропаганды Германии. После победы над Германией союзники получили доступ к технологиям Agfa. В Голливуде производство многослойных киноплёнок по немецкой технологии началось в 1949 году. Многослойные киноплёнки вытеснили другие технологии и господствовали в цветном кино вплоть до расцвета цифровых технологий в 2000-х годах.

#### Появление цветного кино в России
Первой в России вручную раскрашенной в цвет чёрно-белой картиной была короткометражная лента «Ухарь-купец» (1909). В 1925 году в полнометражном фильме «Броненосец „Потёмкин“» был раскрашен флаг.
Первый в России (и во всём СССР) цветной документальный короткометражный фильм «Праздник труда» был снят по технологии «Спектроколор», похожей на «Кинемаколор», в 1931 году.
В СССР первый игровой цветной виражный фильм «Груня Корнакова» был снят по системе «бипак», сходной с «Синеколором» в 1936 году. В конце 30-х годов в СССР были изготовлены первые кинокамеры трёхцветной однокамерной системы «ЦКС-1». Первый полнометражный фильм по этой технологии («Иван Никулин — русский матрос») из-за войны вышел только в 1944 году. Первым же цветным фильмом, снятым на многослойную цветную киноплёнку AGFA стал фильм о Параде Победы 1945 года.
Своеобразное развитие в цвете в последнее время получили уже известные советские киноленты, снятые в чёрно-белых тонах («В бой идут одни старики», «17 мгновений весны» и т. д.) — с помощью компьютерных технологий они были раскрашены. При этом публика неоднозначно встретила нововведение, так как варианты фильмов в цвете не имеют существенных преимуществ перед оригиналами. Напротив, в современных фильмах о Великой Отечественной войне часто намеренно приглушают цветность.

### Дальнейший технический прогресс в кино
В 1950-х годах значительную долю рынка стало отбирать у кинематографа широко распространившееся телевещание, и стремление привлечь зрителя высоким качеством кинопоказа завело технический прогресс в кино ещё дальше. Разработка и внедрение магнитной записи и воспроизведения звука, а также создание и освоение новых видов кинематографа (панорамного, стереоскопического, полиэкранного и др.) привели к значительному повышению качества показа фильмов, стали говорить об «эффекте присутствия» зрителя. Впечатление усиливалось стереофоническим воспроизведением звука, позволявшим создавать «пространственную звуковую перспективу» — звук как бы следует за изображением его источника, вызывая иллюзию реальности источника звука.
Для создания стереоскопического изображения необходимо произвести киносъёмку из двух точек, имитирующих два глаза наблюдателя. На экране кинотеатра оба изображения проецируются вместе, и разделяются посредством очков, содержащих цветовые светофильтры или поляризаторы в двух перпендикулярных плоскостях поляризации.
В настоящее же время существуют очень изощрённые системы звукового сопровождения кино. Число отдельных звуковых каналов доходит до 7, а в перспективных системах даже до 24. Разумеется, всё это призвано усилить глубину погружения зрителя в атмосферу просматриваемого фильма.

## Технические особенности

### Соотношение сторон экрана
Соотношение ширины и высоты кадра (англ. aspect ratio) — важнейшее понятие в кинематографе. В немом кинематографе отношение горизонтальной к вертикальной стороне кадра составляло примерно 4:3 (4 единицы в ширину к 3 единицам в высоту; иногда ещё записывается как 1,33:1 или просто 1,33) — сложившееся ещё во времена Эдисона и Люмьеров в силу достаточно случайных причин, хотя и близкое к самому распространённому формату полотна в живописи. Это же отношение было перенято и телевидением. С появлением звукового кино был узаконен так называемый «академический» формат с соотношением сторон кадра 1,375:1, чаще всего сокращаемое до 1,37:1. С развитием и распространением телевидения, кино стало активно обращаться к широкому экрану, в котором постепенно утвердились два основных формата: 2,35:1 (то есть примерно 7:3) и 2,2:1. Существуют экспериментальные фильмы с иным соотношением (например, кругорамные киносистемы с горизонтальным обзором 360°).
Однако широкоэкранное кино никак не могло претендовать на всеобщее применение, поскольку оно подходит для масштабных эпических композиций, и в редких случаях для камерного психологического кино (не только из общеэстетических соображений, но из элементарного обстоятельства, что на изолированном крупном плане человеческого лица при широкоэкранной съёмке примерно две трети кадра остаются незаполненными). В то же время, и классическое соотношение 1,37:1 не всегда является выигрышным, и как только возник сам по себе вопрос об изменении всей технологии кинопроцесса, кинематограф стал тяготеть к соотношению сторон близкому к золотому сечению (это примерно 1,62:1). В результате появился формат 5:3 (1,66:1), на который довольно быстро перешло западноевропейское кино; в США же стал доминировать формат, промежуточный между европейским и широким — 1,85:1.

### Кинематографические системы
Соотношение сторон изображения, получаемого на экране и другие технические характеристики кинофильма, зависят от формата, в котором он изготовлен. Существует огромное количество различных систем кинематографа, классифицируемых, прежде всего, по ширине используемой киноплёнки и соотношению сторон изображения.

### «Эффект 25-го кадра»
Кинокамера фиксирует фазы движения объекта на киноплёнке в виде ряда последовательных фотоснимков (кадров киноизображения). Затем эти кадры проецируются на экране. Частота кадров старых (немых) чёрно-белых фильмов составляла 1000 кадров в минуту (16⅔ кадра в секунду), так как иллюзия движения объектов на экране возникает, когда время между кадрами становится меньше, чем время инерции зрения, которое составляет примерно 0,1 с (см. Кинематографический принцип). С возникновением звукового кинематографа количество кадров в секунду было увеличено до 24, что и стало стандартом для съёмки практически на весь XX век. В современных кинотеатрах минимальная частота проекции составляет 48 мельканий в секунду (это 24 кадра в секунду при двойном мелькании обтюратора).
В середине XX века был распространён миф о том, что сознание человека якобы может воспринять лишь 24 кадра в секунду — а 25-й кадр, если его вставить в воспроизведение, якобы будет восприниматься человеком на подсознательном уровне. Из этого заблуждения были сделаны выводы об эффективности «феномена 25-го кадра» в различных видах внушения и подсознательного воздействия (например, в целях политической пропаганды, коммерческой рекламы, при обучении иностранным языкам, лечении от наркозависимости и пр.). Все вымыслы о влиянии 25-го кадра на подсознание человека не имеют отношения к реальности.

### Цифровой кинематограф
В начале XXI века, с развитием цифровых технологий записи изображения, появилось понятие «цифровой кинематограф». Под этим термином понимают новую технологию фильмопроизводства, позволяющую обходиться без использования киноплёнки. В цифровом кино съёмка, обработка, монтаж и демонстрация фильма происходят при помощи цифрового оборудования. Исходный материал записывается при помощи цифровой кинокамеры прямо на цифровой носитель данных. В этом случае обычный кинопроектор заменяется цифровым. Часть копий фильма печатается на киноплёнке при помощи фильм-рекордера. При этом изготовляется высококачественный дубльнегатив (англ. internegative) для последующей печати плёночных фильмокопий. Современные цифровые камеры обеспечивают очень высокое разрешение изображения, хорошую цветопередачу и широчайший, недоступный до недавнего времени, спектр манипуляций с цветовой гаммой изображения. Цифровые технологии также предоставляют большие возможности для использования видеографики и спецэффектов в кино. Однако до сих пор киноплёнка, особенно, больших форматов, превосходит по разрешающей способности большинство цифровых кинокамер. На несколько лет раньше полностью бесплёночных технологий получила распространение технология, предусматривающая сканирование негатива изображения и последующая цифровая обработка полученных данных, Digital Intermediate. Такая технология обладает большей гибкостью, чем плёночная и позволяет обойтись без многих промежуточных стадий фильмопроизводства.

## Профессии кинематографа

### Игровой кинематограф
- Сценарист
- Режиссёр
- Актёр
- Кинооператор
- Осветитель (художник по свету)
- Оркестр (ансамбль)
- Дирижёр
- Вокалист
- Звукорежиссёр
- Художник фильма
- Художник по костюмам (костюмер)
- Художник-декоратор
- Гримёр
- Каскадёр
- Постановщик трюков
- Пиротехник
- Монтажёр
- Редактор
- Администратор
- Ассистенты и помощники
- Бухгалтер
- Директор кинокартины

В игровом кинематографе режиссёр может совмещать другие обязанности: писать сценарий, играть роль (в том числе главную), осуществлять монтаж отснятого материала.

### Документальный кинематограф
- Сценарист
- Режиссёр
- Кинооператор
- Осветитель (художник по свету)
- Звукорежиссёр
- Монтажёр
- Редактор
- Администратор
- Бухгалтер
- Директор кинокартины

В документальном кинематографе авторы фильма часто совмещают несколько обязанностей. Так, например, режиссер может быть одновременно оператором, монтажёром, звукорежиссёром, редактором и бухгалтером кинокартины, которую он снимает.

## Кинофестивали и кинопремии
См. в статье: Киноиндустрия

## Кинематографические базы данных
- КиноПоиск
- IMDb
- Movie Tome
- All Movie Guide
- Internet Adult Film Database
- Internet Broadway Database
- Internet Movie Cars Database
- Rotten Tomatoes
- Metacritic

### IMDb
Огромный вклад в упорядочение информации о кинематографе внесла База данных фильмов в Интернете (англ. Internet Movie Database; IMDb) — крупнейшая на планете база данных и веб-сайт о кинематографе. Сейчас это один из редких примеров удачного сотрудничества крупного бизнеса и киноманов-альтруистов. Некоторые разделы базы до сих пор в значительной степени наполняются добровольцами, это схоже с концепцией вики. IMDb выбрана как базовый источник информации для кинематографических ресурсов Википедии.